# Thomas Jung (Politiker, 1957)

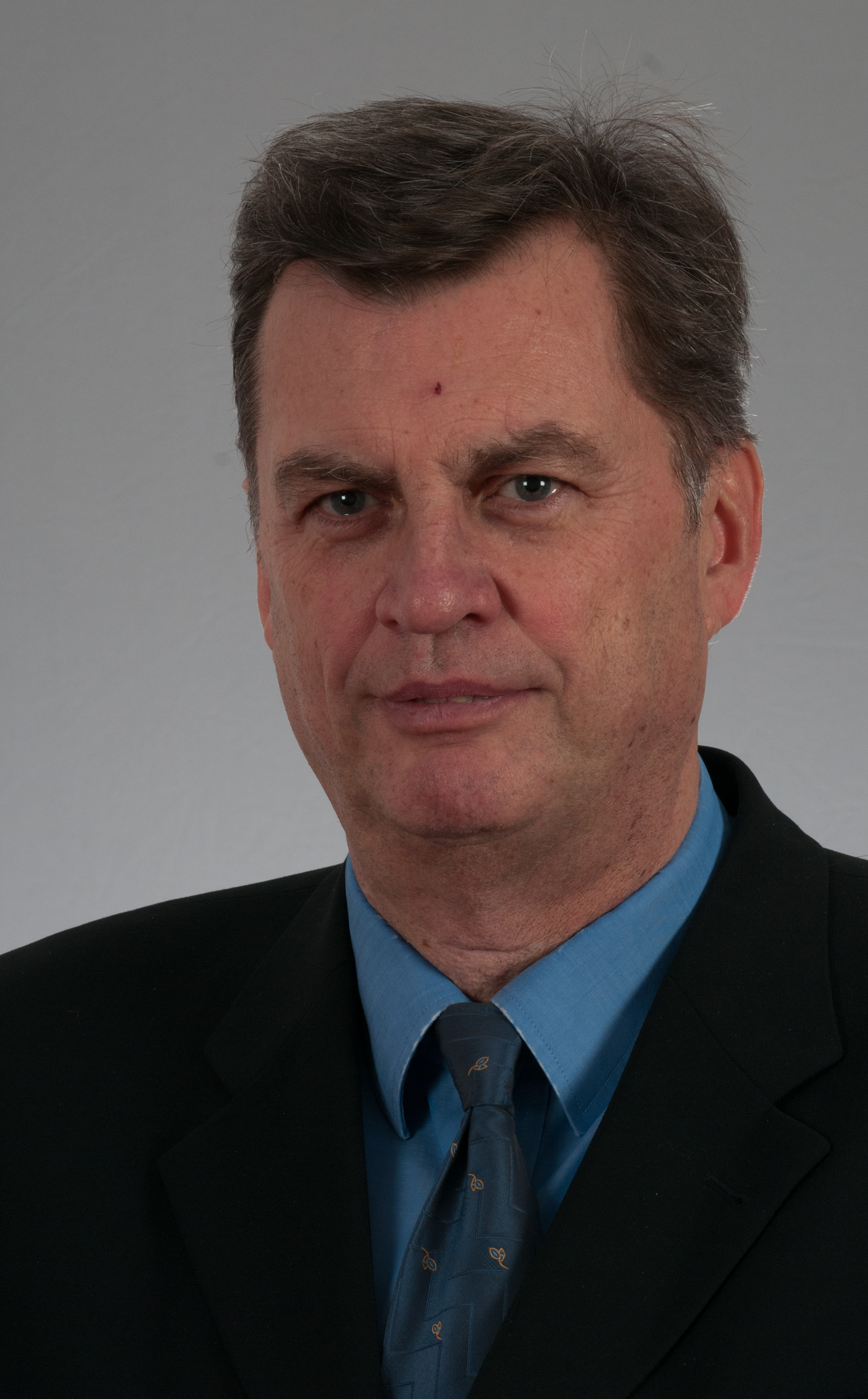
Thomas Jung (2016)

Thomas Jung (* 1. November 1957 in Idar-Oberstein; † 15. September 2022) war ein deutscher Politiker (AfD, zuvor Die Freiheit). 2011 war er Landesvorsitzender Brandenburg der rechtspopulistischen Partei Die Freiheit. Später wurde er Vorstandsmitglied der AfD Brandenburg. Von 2014 bis September 2019 war er Mitglied des Landtags Brandenburg und stellvertretender Vorsitzender der AfD-Landtagsfraktion.

## Leben
Jung stammte aus Rheinland-Pfalz. Nach dem Abitur 1977 studierte er von 1980 bis 1990 Rechts- und Wirtschaftswissenschaften und  an der FU Berlin, der WU Wien, der Universität Wien, der Universität Erlangen-Nürnberg und der Fernuniversität in Hagen. Er legte das erste und zweite juristische Staatsexamen ab und ließ sich 1990 als Rechtsanwalt nieder; fortan war er in Brandenburg an der Havel und Potsdam tätig.
Jung war neben seiner Anwaltstätigkeit auch ehrenamtlich als Berater für den Bundesverband mittelständische Wirtschaft (BVMW) und die Vertreterversammlung Versorgungswerk der Rechtsanwälte Brandenburg tätig.
Er war verheiratet, Vater von zwei Kindern und wohnte in Potsdam.

## Politik

### Partei
Jung war Mitglied der CDU und von 1998 bis 2011 Mitglied des Wirtschaftsrates der CDU. Er wirkte 2010/11 bei der Aktion Linkstrend stoppen mit, einem Zusammenschluss konservativer CDU-Mitglieder.
2011 war er Mitglied der rechtspopulistischen Partei Die Freiheit, deren brandenburgischen Landesverband er bis zu seinem Austritt führte; sein Stellvertreter war Rainer van Raemdonck, später ebenso AfD-Fraktionsmitglied.
Er unterstützte die Wahlalternative 2013 und trat in die AfD ein. Er war Beisitzer im Landesvorstand der AfD Brandenburg und wurde Mitglied der Landesfachausschüsse Inneres und Justiz, BER und Haushalt und Finanzen sowie der Programmkommission. Er war Sprecher der Landesfachausschüsse Freiheit und Recht in Sicherheit und Deutschland, Euro und Europa und Vorsitzender des AfD-Kreisverbandes Potsdam.

### Parteinahe Stiftungen
Jung war stellvertretender Vorsitzender der Erasmus-Stiftung Brandenburg.

### Abgeordneter
Bei der Landtagswahl in Brandenburg 2014 kandidierte er auf Platz 4 der Landesliste und zog in den 6. Landtag Brandenburg ein. Im September 2014 wurde er zum stellvertretenden Fraktionsvorsitzenden gewählt. Er war ordentliches Mitglied des Ausschusses für Inneres und Kommunales A3 und des Rechtsausschusses A4. Nach der Landtagswahl in Brandenburg 2019 zog Jung nicht erneut als Abgeordneter in den Landtag Brandenburg ein.